# Dekanat Tolkmicko
Dekanat Tolkmicko – jeden z 21 dekanatów w rzymskokatolickiej diecezji elbląskiej.
Dekanat Tolkmicko został utworzony zgodnie z dekretem biskupa elbląskiego Jacka Jezierskiego z dnia 26 listopada 2018.
Do dekanatu należą parafie, które należały do dekanatu Dekanat Elbląg-Północ.

## Parafie
W skład dekanatu wchodzi 7 parafii:
- Parafia Świętej Rodziny – Elbląg[2]
- Parafia św. Jakuba Apostoła – Tolkmicko[1]
- Parafia Wniebowzięcia NMP – Cieplice[1]
- Parafia św. Mikołaja – Pogrodzie[1]
- Parafia Najświętszego Serca Jezusowego – Łęcze[1]
- Parafia św. Antoniego Padewskiego – Kadyny[1]
- parafia św. Apostołów Piotra i Pawła – Rogajny